# Diogmites pseudoialapennsis
Diogmites pseudoialapennsis är en tvåvingeart som först beskrevs av Luigi Bellardi 1862.  Diogmites pseudoialapennsis ingår i släktet Diogmites och familjen rovflugor. Inga underarter finns listade i Catalogue of Life.